# Lot 66 (Île-du-Prince-Édouard)
Lot 66 est un canton dans le comté de Kings, Île-du-Prince-Édouard, Canada. Il fait partie de la Paroisse St. George.

## Population
- 176 (recensement de 2001)[1]
- 172 (recensement de 2006)[1]
- 191 (recensement de 2011)[2]

## Communautés
Non-incorporé :
- Greenfield
- Head of Montague